# Colposcenia agnata
Colposcenia agnata är en insektsart som beskrevs av Burckhardt och Lauterer 1993. Colposcenia agnata ingår i släktet Colposcenia och familjen rundbladloppor.
Artens utbredningsområde är Iran. Inga underarter finns listade i Catalogue of Life.